# رئيس وزراء تايلاند

شعار رئاسة الوزراء التايلاندية

رئيس وزراء تايلند (بالتايلندية: นายกรัฐมนตรีแห่งราชอาณาจักรไทย)‏ هو رئيس حكومة تايلاند ورئيس وزرائها ورئيس مجلس الوزراء التايلاندي وجد هذا المنصب منذ ثورة 1932 حين تحولت البلاد إلى الملكية الدستورية يتم تعين رئيس الوزراء من خلال تصويت في مجلس النواب التايلاندي ويؤدي القسم امام الملك ويرجع اختيار رئيس الوزراء إلى أكبر حزب سياسي مسيطر في مجلس النواب أو زعيم أكبر ائتلاف من الأحزاب وفقا للدستور التايلاندي لا يمكن لرئيس الوزراء الاستمرار في المنصب أكثر من دورتين، يباشر رئيس الوزراء أعماله من قبل مكتب رئيس الوزراء التايلاندي الواقع في بيت الحكومة التايلاندية في العاصمة بانكوك.

## التعين
يجب على رئيس الوزراء أن يكون عضواً في مجلس النواب التايلاندي ويتم ترشيحه للمنصب من خلال تأييد خمسة أعضاء في مجلس النواب ومن ثم يجري التصويت أمام البرلمان ويقدم للملك الذي يقوم بتعيينه رسمياً خلال مدة ثلاثين يوماً من بداية الدورة الأولى للبرلمان.

## الدور
يباشر رئيس الوزراء في تعيين وعزل الوزراء بصفته زعيماً للحكومة ورئيس وزرائها وهو المسؤول الأول عن أداء وزرائه وحكومته ويجب على رئيس الوزراء إعلان السياسة العامة للحكومة في جلسة أمام البرلمان في غضون خمسة عشر يوماً من تاريخ أدائه اليمين الدستورية.